# マーシャルチャンピオン
『マーシャルチャンピオン』 (MARTIAL CHAMPION) は、コナミが開発し1993年2月10日より稼働されたアーケード用2D対戦型格闘ゲーム。
攻撃システムとして上下段の他に中段が存在する事や、トーナメント方式を取り入れており決勝までの5名に勝利する事でエンディングとなる仕様を特徴としている。
同年12月17日にはPCエンジンのSUPER CD-ROM2用ゲームソフトとしても発売された。また、PCエンジン版は2008年5月13日にWii用ソフトとしてバーチャルコンソールにて配信された。

## 概要
コナミのアーケード対戦格闘としては『イー・アル・カンフー』（1985年）および『ギャラクティックウォーリアーズ』（1985年）以来約8年振りの作品となったが、当時流行した『ストリートファイターII』（1991年）の類似作品の一つとして埋もれてしまったこと、各キャラクターに必殺技が2つしか用意されておらず、ゲームとしての駆け引きの面白みに欠けたことなどから出回りが悪く、非常にマイナーなゲームと化してしまった。

## ゲーム内容
8方向レバーと3ボタンを使う。3ボタンは強・中・弱ではなく上段・中段・下段攻撃に割り当てられており、レバーとの組み合わせで技を繰り出す。
プレイヤーは10人のキャラクターのうち1人を選ぶ。選んだキャラクターは8人が参加するトーナメント表の一番左に配置され、一回戦、準決勝、決勝と勝ち抜いていくが、準決勝と決勝で一人ずつ乱入者がいるため、トーナメント優勝まで5人と対戦することになる。
優勝決定後、トーナメントの前回優勝者であり主催者でもあるサラマンダーと対決し、勝利するとエンディングが見られる。
キャラクター11人のうち5人は武器を持っており、相手の武器を落として自分の物にすることにすることができる。ただし武器を持っている状態で相手の武器を拾うことはできない。武器を持っていないキャラクターが武器を拾うとリーチが広がるなどの特典があるが、相手キャラクターの技を使うことはできない。

## ストーリー
謎の男によって催される「負けたら終わり」の世界格闘トーナメント。世界各地で行われる試合を勝ち抜いてチャンピオンベルトを手にするのはいったい誰なのか?

## 登場キャラクター
キャラクター名の後の括弧内は（英字表記/出身国/武器）の順序で表記。

### プレイヤーキャラクター
陣（Jin/日本/なし）
年齢：26歳 / 誕生日：7月24日 / 血液型：B型 / 身長：172cm / 体重：70kg
曲がったことが大嫌いな熱血漢で、世界の様々な格闘技をマスターしようとしており、今大会の参加者でもあるホイに弟子入りしている。自称硬派なので彼女はいない。趣味は世界のプラモデル集め。
レイチェル（Racheal/アメリカ/なし）
年齢：23歳 / 誕生日：1月31日 / 血液型：AB型 / 身長：179cm / 体重：不明 / 3サイズ：90・60・93
幼い頃から「アメリカ忍者」の修行を積んだ元米国中央特別調査室付くノ一であり、『レイチェル』は本名ではなくコードネームである。体術の訓練中に格闘家としての誇りに目覚めたことから、抜け忍となりフリーエージェントへと転身し、ゴルドーの道場で指導のバイトなどを行っている。より強い相手を求めて追われる身ながらも大会に参加した。
ホイ（Hoi/中国/なし）
年齢：102歳 / 誕生日：1月9日 / 血液型：A型 / 身長：160cm / 体重：48kg
中国は桂林に住む武術の達人。実は齢100歳を超える仙人。無類の焼酎好きで、焼酎を買うついでに大会にエントリーしたが、焼酎の代金は大会の優勝賞金で支払うつもりでいる。同大会参加者のサラマンダーは一番弟子（破門済み）、陣が二番弟子である。
ティティ（Titi/エジプト/なし）
年齢：17歳 / 誕生日：9月30日 / 血液型：B型（O型） / 身長：174cm / 体重：不明 / 3サイズ：80・58・83
5歳の頃から訓練を重ねてきた女性プロレスラー。父もプロレスラーで今大会に参加するはずだったがプロレス興行により参加出来ないため代わりに参加する。3度の食事より宝石が大好き。
ボビー（Bobby/アメリカ/なし）
年齢：31歳 / 誕生日：2月7日 / 血液型：A型 / 身長：183cm / 体重：86kg
傭兵部隊出身でいつもメリケンサックを手放さない喧嘩好きの男。金のためなら何でもするダーティーなイメージがあるが、心優しき男である事がエンディングにて判明する。
ゴルドー（Goldor/フランス/三節棍）
年齢：37歳 / 誕生日：2月9日 / 血液型：O型 / 身長：203cm / 体重：80kg
礼儀正しく紳士的で、小鳥を愛する優しい心をもつ格闘家。数々の華々しい戦歴を持っている。百戦錬磨の合気道の達人でもあり、パリに道場を構えている。
ケイオス（Chaos/香港/鉄の爪）
年齢：不明 / 誕生日：8月16日 / 血液型：B型 / 身長：185cm / 体重：不明
長い鉄の爪を武器に戦う謎に包まれたキョンシー風の男。鉄の爪の一本一本がナイフのように研ぎ澄まされている。
アヴゥ（Avu/サウジアラビア/半月刀）
年齢：43歳 / 誕生日：1月5日 / 血液型：O型 / 身長：160cm / 体重：100kg
切れ味鋭い半月刀と口から吐き出す炎で戦う危険な男。5、6人の妻とたくさんの子供をもつ大家族であり、その家族を養うために大会に参加する。
マハンバ（Mahambah/ケニア/槍）
年齢：27歳 / 誕生日：2月19日 / 血液型：A型 / 身長：165cm / 体重：55kg
アフリカのとある部族の若き戦士。野生動物を守るために密猟者と戦っている毎日を過ごしていたが、自慢の槍を携えて自らの部族の強さを証明するために大会に参加する。
禅（Zen/日本/ハリセン）
年齢：30歳 / 誕生日：2月28日 / 血液型：AB型 / 身長：181cm / 体重：85kg
元歌舞伎の人気役者。自ら「歌舞伎は格闘技だ！」と主張し、巨大なハリセンと自ら編み出した華麗な技で大会に参加する。

### ボスキャラクター
サラマンダー（Salamander/不明/なし）
年齢：?歳 / 誕生日：1月30日 / 血液型：O型 / 身長：245cm / 体重：120kg
名称はサラマンダと表記されることもある。かつてはホイの一番弟子だったが、強くなるにつれて悪に目覚めたためホイが破門した。しかし格闘の才能は確かであり大会そのものを乗っ取り、気に入った大会出場者の使う技を会得しては大会優勝者との決戦でその技を試すという事を繰り返している。通常技を持たず、出す技は全て各キャラクターの必殺技である。

## 移植版
| No. | タイトル               | 発売日         | 対応機種                | 開発元 | 発売元 | メディア                              | 型式      | 備考                                       |
| --- | ---------------------- | -------------- | ----------------------- | ------ | ------ | ------------------------------------- | --------- | ------------------------------------------ |
| 1   | マーシャルチャンピオン | 1993年12月17日 | PCエンジンSUPER CD-ROM² | コナミ | コナミ | CD-ROM                                | KMCD-3006 |                                            |
| 2   | マーシャルチャンピオン | 2008年5月13日  | Wii                     | KDE    | KDE    | ダウンロード （バーチャルコンソール） | -         | PCエンジン版の移植 2019年1月31日配信終了。 |

PCエンジン版
- 唯一の家庭用移植となったが、ハードの制約からキャラクターが業務用より小さくなり、背景や画面演出も簡素化されたが、体力が減ると使用可能になる隠し技（いわゆる超必殺技）が追加され[1]、ボスキャラクターであるサラマンダーも使用可能となっている。
- 2008年5月13日から2019年1月31日までは、Wiiのバーチャルコンソール用で配信されていた。

## 音楽

### PCエンジン版
主題歌
オープニングテーマ
「CHANCE」
- 歌：GONNA
- 作詞：JEF三浦 、NEXUS村井
- 作曲：NEXUS村井
- 編曲：庄健治

エンディングテーマ
「幾千年超えて」
- 歌：GONNA
- 作詞：三宅祝子
- 作・編曲：アキレス・ダミゴス

## スタッフ
アーケード版
- エグゼクティブ・プロデュース：コナミ
- プランニング・プロデュース：POYOYON PRODUCTION
- ディレクト：HEINE KEN
- プロデュース：KANON PACHELBEL
- キャラクター・デザイン：HEINE KEN、TETSUYA AKE（赤坂嘉紀）、SURUGANOKAMI MADAOW、Hi・Z（ひじまみさと）
- プロダクション・デザイン：MAGURO（はなのちよこ）
- サウンド・デザイン：KINGORO（小倉努）
- ミュージック・デザイン：NAKANOTTI（仲野順也）、DEEP SLEEP SUGISAWA（すぎさわけいじ）
- システム・デザイン：SHOOT-VRF
- スペシャル・プログラム：KODAMAN
- タイトル・デザイン：花谷浩
- スペシャル・スタッフ：TAROUMARU、RIKAMARO、泉陸奥彦、EGA、DR.FEEL.GOOD X、MOOCHO.C
- スペシャル・サンクス：TEAM PIGS、いのうえみき、とちたにちえ

PCエンジン版
- ディレクター：YAMAGATA CHAOH（小玉紀年）
- キャラクター・デザイン：YAMAGATA CHAOH（小玉紀年）、POP THE TOP WADA（わだとしふみ）、KYOMAS ROBOT（京増寛）、SAMUKAWA 4649
- プログラマー：ZAP HIGASHI（ひがしとしふみ）、VIVID-SUN（三浦賢二）、TEACHER YAMAZAKI、"AXELAY" UEDA（上田英生）、PONCE YAMAMOTO（やまもとこうじ）、JEF TOZAMA、NIGEL MANTARO
- サウンド・デザイン：METAL YUHKI（斎藤幹雄）、KIYOSHI-μ（村井聖夜）
- プロデューサー：山田善朗
- スペシャル・サンクス：POYOYON PRODUCTION、GOLTHGAS、POCE（やまもとこうじ）
- サウンド：MURAMURA6（村井聖夜）
- エグゼクティブ・プロデュース：山田善朗

## 評価
アーケード版
- ゲーム誌『ゲーメスト』の企画「第7回ゲーメスト大賞」（1993年度）において、年間ヒットゲームで29位を獲得した[9]。

- 画面に表示されるキャラクターの大きさは他の業務用対戦格闘ゲームと比べると当時としてはかなり大きく、ダイナミックに動き回る様はプレイヤーの注目を集めた。
- 本作のキャラクターの中ではレイチェルの人気がずば抜けて高く、かつて「ゲーメスト」の増刊号の中で特集が組まれたこともあり、後に至るまで個人作り手によるフィギュアなどが発売されている。
- 一部の海外版ではティティとケイオスの名前が入れ替わっている。

PCエンジン版
- ゲーム誌『ファミコン通信』の「クロスレビュー」では5・4・5・5の合計19点（満40点）[7]、『月刊PCエンジン』では60・75・70・60・65の平均66点（満100点）、『電撃PCエンジン』では50・60・65・55の平均57.5点（満100点）、『PC Engine FAN』の読者投票による「ゲーム通信簿」での評価は以下の通りとなっており、19.8点（満30点）となっている[8]。1998年に刊行されたゲーム誌『超絶 大技林 '98年春版』（徳間書店）では、攻撃システムが上中下段ある事やステージモードのトーナメント制などに関して「一般の格闘ゲームにはない斬新なシステムが特徴」と肯定的に評価した[8]。

| 項目 | キャラクタ | 音楽 | お買得度 | 操作性 | 熱中度 | オリジナリティ | 総合 |
| 得点 | 3.8        | 3.7  | 3.0      | 3.0    | 3.3    | 2.9            | 19.8 |

- ゲーム本『懐かしゲーム機大百科 PCエンジン完全ガイド 1987-1999』では、アーケード版よりもキャラクターサイズが小さくなった事や背景や効果が簡略化されている事を指摘したが、隠し技の追加などを肯定的に評価した上で、「地味だが、意外と遊べる」と総括した[1]。